# Hermann von Seeger

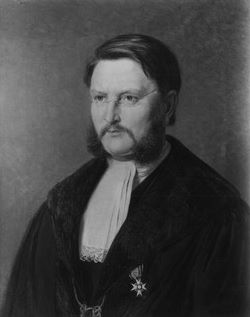
Hermann Seeger auf einem Gemälde in der Tübinger Professorengalerie

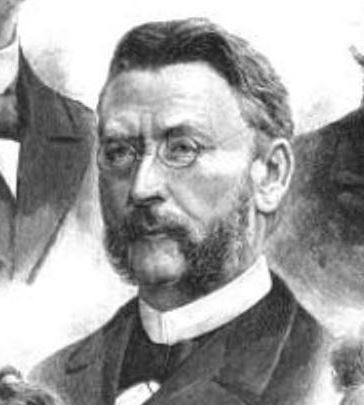
Hermann von Seeger, Ausschnitt aus einem Gruppenbild 1895

Karl Hermann Friedrich Seeger, ab 1877 von Seeger, (* 18. August 1829 in Stuttgart; † 13. Juni 1903 in Tübingen) war ein deutscher Jurist sowie Professor und Rektor an der Universität Tübingen.

## Leben
Hermann Seeger studierte Rechtswissenschaften in Tübingen und war seit 1847 Mitglied der Burschenschaft Germania Tübingen.
Er wurde 1854 Privatdozent, 1858 titularischer außerordentlicher Professor, 1859 Lehrbeauftragter und 1862 außerordentlicher Professor. Er war von 1864 bis 1901 ordentlicher Professor für Strafrecht und Strafprozessrecht sowie 1874/75 Rektor an der Universität Tübingen. Sein Porträt hängt in der Tübinger Professorengalerie.
Ein Nachlass befindet sich in der Universitätsbibliothek Tübingen.

## Auszeichnungen
1877 wurde er mit dem Ritterkreuz erster Klasse des Ordens der Württembergischen Krone ausgezeichnet, welcher mit dem persönlichen Adelstitel (Nobilitierung) verbunden war.

## Werke (Auswahl)
- Abhandlungen aus dem Strafrechte. Teil 1 und Teil 2,1. Laupp, Tübingen 1858/1862.
- Die Ausbildung der Lehre vom Versuch der Verbrechen in der Wissenschaft des Mittelalters. Laupp, Tübingen 1869.
- Die strafrechtlichen consilia Tubingensia von der Gründung der Universität bis zum Jahre 1600. In: Zur vierten Säcularfeier der Universität Tübingen im Sommer 1877. Fues, Tübingen 1877.
- Der Versuch der Verbrechen nach römischem Recht. Laupp, Tübingen 1879.